# Ernst Benary
Ernst Benary (Kassel, 10 de noviembre de 1819-Erfurt, 19 de febrero de 1893) fue un empresario, horticultor y botánico alemán.

## Vida

### Antecedentes y educación
Benary nació en una familia judía, con cinco generaciones desde mediados del siglo XVII, bajo el nombre de Salomón en el norte de Hesse Witzenhausen. Su padre se trasladó a Kassel. Salomón Levy fue un banquero y estuvo colaborando con Jerónimo Bonaparte en la Emancipación judía. En 1807 pasó a usar el nombre Benary (Hijo de Ary). Su madre también era de una familia de banqueros, su padre Michael Simon fue agente principal en la Segunda Guerra con Guillermo I de Hesse-Kassel.

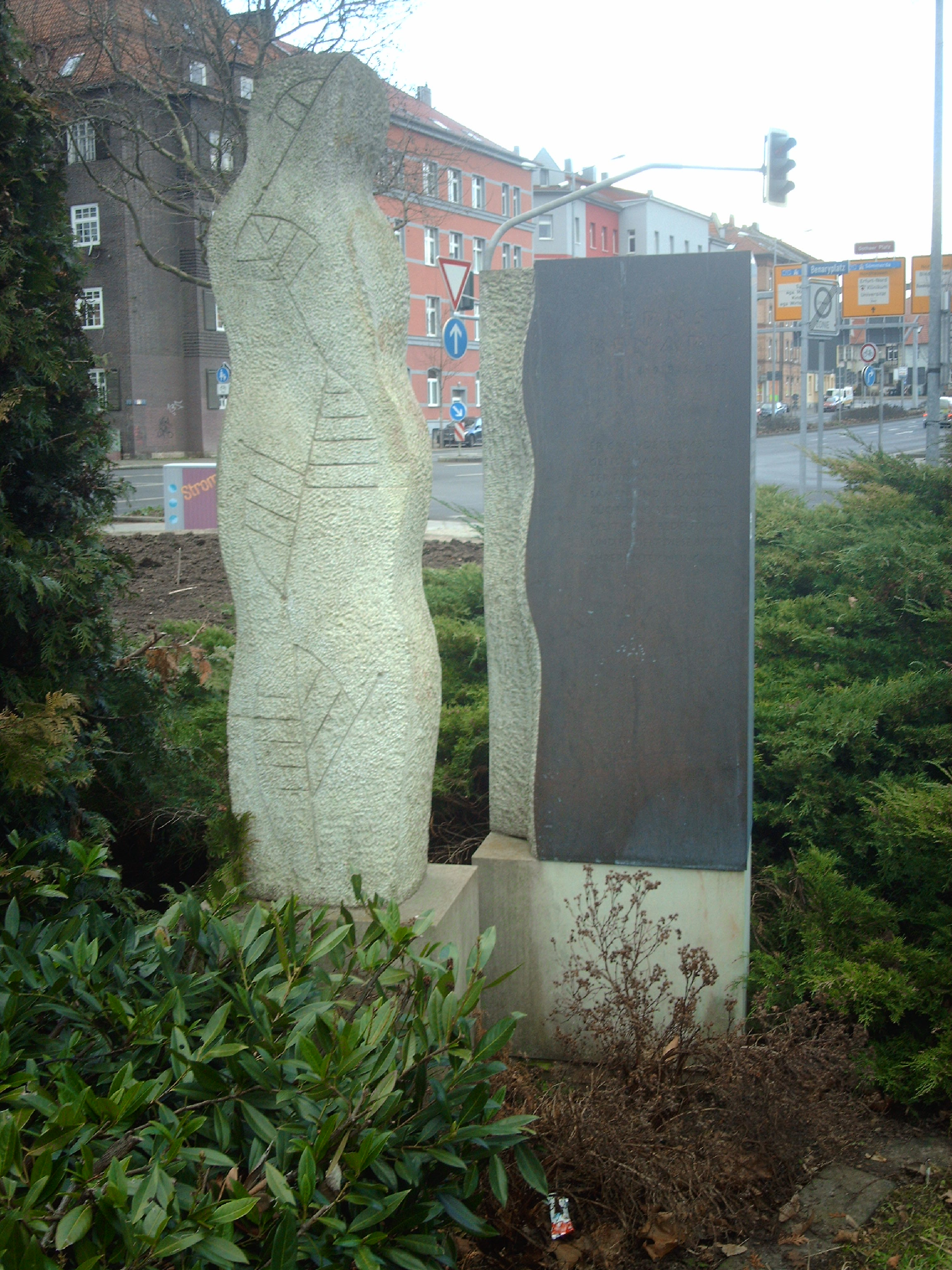
Monumento en Erfurt, en la plaza Benaryplatz

Debido a los préstamos forzosos para financiar el estilo de vida elaborada del rey Jerónimo Napoleón, su padre perdió su fortuna y decidió abandonar después de la restauración del Electorado de Hesse en Kassel, para pasar a la prusiana Erfurt. Inscribió a sus dos hijos mayores en el Königliche Gymnasium, y trató de obtener una licencia de derecho civil, que le fue concedido después de largas discusiones en el Consejo de la Ciudad por el Gabinete de Orden del Rey de Prusia, finalmente en 1824. Ernst era el segundo hijo de nueve hijos.
En 1848 estableció un importante vivero, por sugerencia de sus compañeros de clase Ernst Biltz, que más tarde se convertiría en un importante botánico y químico, y de Franz Karl Heinemann. Su educación avanzó con sus trabajos con el jardinero de Erfurt Friedrich Adolph Haage jr. Después de su entrenamiento, se fue en un viaje que lo llevó a Fráncfort del Meno, Francia (Metz, París) y, con una escala en La Haya en el 1842, y en 1843 pasó a Reino Unido (Londres).

### Fundación y desarrollo del criadero de semillas desde 1843
Comenzó su entrenamiento con Friedrich Adolph Haage en 1835 y permaneció hasta 1842 como personal de su empresa. En 1843 fundó en Erfurt un vivero comercial. En el mismo año publicó las primeras listas de precios para bulbos y semillas de flores y hortalizas. Primero vivió en un apartamento alquilado en Oak Lane. Un año más tarde se trasladó a la casa en la esquina de la ruta de los castillos / Barfüßerstraße, con un pequeño jardín Martinsgasse.
En 1845 se casó con una hija de una familia de comerciantes de Hamburgo Bella Jonassohn. Su dote le permitió adquirir un lote de tierra. „Zur Kröte“ en Brühlervorstadt, calle Straße 40 Brühler, con solo un piso bajo y sirvió como residencia de la familia. Bella y Benary estuvieron casados durante 48 años felices. La pareja tuvo siete hijos, uno de los cuales murió al nacer. Cinco de sus hijos se convirtieron al cristianismo.
El 14 de febrero de 1847 le fue otorgado ser consejero de Erfurt. Así se puso en condiciones de expandir la empresa. Cada vez más se centró en el cultivo y venta de semillas de flores y hortalizas, y en 1849 publicó catálogos en lenguas extranjeras. Sus acciones estaban determinadas a no defraudar a sus clientes y ganarse su confianza. 

"Así como siembras - así cosechas"

 era su lema, que más tarde inmortalizaría en la nueva urbanización de la calle Gorki.
En 1863 tenía cerca de 20 ha y 13 invernaderos con más de 1500 operarios. En 1878 se construyó en la calle Gorki, el resto de la Villa Ernst Benary, cuyas habitaciones fueron equipadas con refinadas pinturas. En 1879 se construyó un nuevo edificio de oficinas con un gran inventario. En 1893 alcanzó las 50 ha y 20 invernaderos. Alrededor de 100 agricultores de todas partes del mundo trabajaban en conjunto con la empresa Benary, en Erfurt trabajaban en 14 plantas independientes. En casi 50 años de gestión, desarrolló una empresa como importante proveedor mundial de semillas de jardín, contribuyendo a que la ciudad de Erfurt fuera apodada "Flores de Alemania", convirtiéndose en cuna de la producción comercial de semillas y de reproducción sistemática de plantas.

### Su compromiso social y político
Incluso antes de la introducción de la legislación social de Bismarck, creó su propia Compañía de seguros de salud. Su esposa se hizo cargo de, así como las esposas de su sucesor, los empleados enfermos y de las jóvenes madres y sus recién nacidos. La empresa se hizo cargo de sus ancianos - con nada despreciables recursos del Fondo de Ayuda, siendo el precursor de las pensiones ocupacionales. El ambiente de trabajo era bueno.
Benary fue activo también más allá de la operación comercial. Perteneció a la capa burguesa; además concejal de la ciudad, trayendo a su conocimiento y su apoyo a la organización y dirección de conferencias y exposiciones comerciales.
En su testamento puso una cantidad impresionante de dinero para fines benéficos. A la ciudad de Erfurt, le legó varias propiedades, entre la calle de Gotha y el camino de la paz, e incluyó unos 5700 m². A tal fin, había adquirido previamente, y realizó obras de construcción. Se determinó que a continuación, se creara una zona de recreo para sus ciudadanos.
Ernst Benary murió después de cuatro días de enfermedad el 19 de febrero de 1893.

## Legado
Después de su muerte, el negocio fue continuado por sus hijos y nietos como una sociedad de responsabilidad limitada. En 1946 dejó a su bisnieto Friedrich Ernst Benary Erfurt y construyó la empresa en Hannoversch Münden, Baja Sajonia sur. Allí se especializó en plantas ornamentales. Otro sitio con veinte y cuarenta ha de invernaderos se construyó en el área al aire libre de Wiesmoor, Ostfriesland. En 1952 la familia fue desposeído de Turingia.

## Reconocimientos
- "Plaza Benary", de Erfurt. Elimando el nombre durante las eras nazi y comunista, se introdujo después. En agosto de 2000 se coloca un monumento de piedra dedicado
- 23 de enero de 2009: Escuela Estatal Vocacional 5 "Ernst Benary"

## Eponimia
Especies
- (Gesneriaceae) Fritschiantha benaryi (Regel) Kuntze[1]
- (Gesneriaceae) Seemannia benaryi Regel[2]